# 礼堂站
禮堂站（：／ Yedang yeok */?）是位于韩国全罗南道寶城郡得的一座鐵路站，属于庆全线。

## 历史
- 1930年12月25日 - 落成使用[1]。

## 相鄰車站
韓國鐵道公社
慶全線
鳥城－禮堂－得